# 대한어머니회
대한어머니회는 대한민국의 여성 단체이다.
1958년 3월 17일에 고황경, 한소제, 표경조, 강주심, 문남식, 황신덕 등이 중심이 되어 창립했다. 창립 목적은 여성의 경제적, 사회적, 문화적 자질을 향상시키고 공익 사업을 펼쳐서 복지사회 건설에 공헌하는 것이다. 창립 당시 내건 슬로건은 "강력한 국가는 깨달은 어머니로부터, 요람을 흔드는 손이 세계를 흔든다"였다.
초기에는 모자보건상담소를 운영하면서 당시 정부 주도의 운동이었던 가족계획에 주력하였고, 1960년대부터는 소비자 운동을 시작했다. 최근에는 여성 정치지도자 교육, 여성 대상 정보화 교육, 교내 집단따돌림 방지를 위한 캠페인, 음란물 방지를 통한 청소년 보호 운동 등을 벌여왔다.
중앙 조직은 대한어머니회중앙연합회이며 전국적으로 지방연합회가 구성되어 있다. 본부는 서울 강남구 논현동의 대한어머니회관에 있다.

## 연혁
- 1958년 : 대한어머니회 창립 (초대 회장: 고황경)
- 1959년 : 사단법인 대한어머니회 인가
- 1964년 : 최초의 어머니합창단 조직
- 1965년 : 한국여성소비조합 개설
- 1965년 : 제1회 "훌륭한 어머니상" 시상
- 1965년 : 대한민국 어머니헌장 선포 및 헌장탑 건립
- 1969년 : 회지 《어머니》 창간호 발행
- 1970년 : 제1회 어머니대학 개강
- 1972년 : 제1회 어머니예술제 실시
- 1973년 : 대한어머니회관 건립
- 1989년 : 대한어머니회관 이전 (서울 강남구 논현동)

## 참고자료
- “연혁”. 대한어머니회중앙연합회. 2016년 3월 12일에 원본 문서에서 보존된 문서. 2008년 5월 8일에 확인함.